# Pleurota
Pleurota é um gênero de traça pertencente à família Agonoxenidae.